# Technische natuurkunde
Technische natuurkunde is een ingenieursopleiding, die toegespitst is op het vinden van technische toepassingen of oplossingen vanuit de natuurkunde. De studierichting staat ook bekend onder naam fysische techniek. Deze opleiding kan men studeren aan de universiteit of het hoger beroepsonderwijs. Een student wordt na afronding van de opleiding benoemd tot natuurkundig ingenieur.

## Kenmerken

### Inhoud opleiding
De opleiding omvat onderwijs in een flinke portie wiskunde. Daarnaast wordt onderricht gegeven in de deelgebieden: mechanica, elektromagnetisme, optica, kwantummechanica, vastestoffysica, atoomfysica, kernfysica, thermodynamica, fysische transportverschijnselen, elektronica en regeltechniek. De accenten die bij technische natuurkunde gelegd worden verschillen sterk per onderwijsinstelling, maar vooral, althans in Nederland, ook tussen het hoger beroepsonderwijs (hbo) en het wetenschappelijk onderwijs.

### Afstudeerrichtingen
Door de breedte van het vakgebied is het mogelijk in zeer uiteenlopende gebieden af te studeren aan de universiteiten. Dit mede ook omdat met de tijd de technologie steeds aan verandering onderhevig is. Algemeen zijn dit technologische toepassingen vanuit de traditionele natuurkundige deelgebieden. In het Nederlandse hoger beroepsonderwijs is het aantal afstudeerrichtingen beperkter. Voorbeelden zijn besturingstechnologie, fotonica, medische technologie en de meer algemene toegepaste natuurkunde. Het verschil tussen de studie aan de universiteit en aan het hbo is, dat een hbo-ingenieur met technologische oplossingen komt vanuit reeds bestaande gevestigde kennis van de natuurkunde, terwijl een academicus oplossingen vindt, toepassingen bedenkt en test vanuit nieuwe verworven kennis uit de natuurkunde.

### Werkveld
Een afgestudeerd technisch natuurkundige gaat meestal werken bij onderzoeksinstituten of het bedrijfsleven, waar hij praktische toepassingen zoekt voor bekende natuurkundige processen en wetmatigheden. Deze toepassingen worden dan verwerkt in nieuwe commerciële producten zoals nieuwe materialen (bijvoorbeeld in de halfgeleidertechnologie en chemische industrie) of apparaten (zoals in de consumentenelektronica en auto-industrie). Vaak vervult de natuurkundig ingenieur een pioniersfunctie in de techniek wiens taak het is om met nieuwe innovaties te komen. Daarna wordt de verdere verfijning, uitbouw, commercialisering en marketing opgepakt door ingenieurs van andere disciplines. Natuurkundig ingenieurs treft men daarom vaak aan op de research-en-developmentafdelingen van hightechbedrijven.